# Store Skagastølstind
Store Skagastølstind – szczyt w Górach Skandynawskich. Leży w Norwegii, w regionie Sogn og Fjordane. Należy do pasma Jotunheimen. Jest to trzeci co do wysokości szczyt Norwegii.
Pierwszego wejścia dokonał William Cecil Slingsby 21 lipca 1876 r.